# Peres Jepchirchir
Peres Jepchirchir (27 de septiembre de 1993) es una deportista keniana que compite en atletismo, especialista en la prueba de maratón.
Participó en los Juegos Olímpicos de Tokio 2020, obteniendo una medalla de oro en la maratón. Ganó cuatro medallas en el Campeonato Mundial de Media Maratón y una medalla de oro en el Campeonato Mundial de Atletismo en Ruta de 2023.
Obtuvo tres victorias en los Grandes Maratones: Nueva York (2021), Boston (2022) y Londres (2024). Además, venció en la Maratón de Valencia (2016 y 2020), la media maratón de Praga (2020), la maratón de Saitama (2019) y la media maratón de Lisboa (2019).
En febrero de 2017 estableció una nueva plusmarca mundial de la media maratón (1:05:06).

## Palmarés internacional
| Juegos Olímpicos                    | Juegos Olímpicos      | Juegos Olímpicos | Juegos Olímpicos |
| Año                                 | Lugar                 | Medalla          | Prueba           |
| ----------------------------------- | --------------------- | ---------------- | ---------------- |
| 2020                                | Tokio (Japón)         | Medalla de oro   | Maratón          |
| Campeonato Mundial de Media Maratón |                       |                  |                  |
| Año                                 | Lugar                 | Medalla          | Prueba           |
| 2016                                | Cardiff (Reino Unido) | Medalla de oro   | Individual       |
| 2016                                | Cardiff (Reino Unido) | Medalla de oro   | Equipo           |
| 2020                                | Gdynia (Polonia)      | Medalla de oro   | Individual       |
| 2020                                | Gdynia (Polonia)      | Medalla de plata | Equipo           |
| Campeonato Mundial en Ruta          |                       |                  |                  |
| Año                                 | Lugar                 | Medalla          | Prueba           |
| 2023                                | Riga (Letonia)        | Medalla de oro   | Media maratón    |